# Okręg wyborczy South East Wales
Okręg wyborczy South East Wales – jednomandatowy okręg wyborczy do Parlamentu Europejskiego (PE), istniejący tylko przez jedną kadencję, w latach 1979-1984, i obejmujący, zgodnie z nazwą, południowo-wschodnią Walię. Został ustanowiony przed pierwszymi bezpośrednimi wyborami do PE w 1979, zaś pięć lat później zastąpił go okręg wyborczy South Wales East o nieco innych granicach. Jedynym posłem reprezentującym okręg był Allan Rogers z Partii Pracy.